# Rossini Corrêa
José Rossini Campos do Couto Corrêa (São Luís, 8 de setembro de 1955) é um advogado, poeta, ensaísta e jurista brasileiro.

## Biografia
Bacharel em Direito pela Universidade Federal de Pernambuco, na turma de 1978, exercendo a advocacia na cidade de Brasília. É Mestre em Ciências da Religião pela Faculdade de Teologia Antioquia Internacional, e Doutor em Sociologia pela Universidade de Brasília, além de ter realizado estágio de pós-doutorado na Universidade de São Paulo.
É professor do Instituto de Educação Superior de Brasília e do Centro de Ensino Unificado de Brasília. Foi professor visitante na Universidade Portucalense Infante D. Henrique. Além da docência também fora Assessor na Câmara dos Deputados do Brasil e funcionário comissionado do Ministério da Cultura. 
Em 6 de outubro de 2022 foi eleito para a Cadeira de n.º 2 da Academia Maranhense de Letras, sucedendo ao poeta Fernando Braga. Fora recepcionado em 23 de novembro de 2022 pelo acadêmico Lino Moreira.

## Obras
- Pela cidade do homem (1982)
- Canto Urbano da Silva (1984)
- Sinfonia internacional para a patria america: liberdade (1986)
- 1945: A lição da transição no Brasil (1986)
- Mudança social no Nordeste (1986)
- O prêmio nobel (1989)
- O modernismo no Maranhão (1989)
- Paraná: começo de um Brasil melhor (1989)
- Saltério de três cordas (1989)
- Almanaque dos ventos (1991)
- Baladas do polidor de estrelas (1991)
- Reino Unido do barril (1993)
- Formação social do Maranhão: o presente de uma arqueologia (1993)
- O liberalismo no Brasil (1994)
- Roma de bravos guerreiros - O diabo loiro na história política de Pernambuco (1998, coautoria de João Roma Neto)
- O bloco bolivariano e a globalização da solidariedade: bases para um contrato social universalista (1998, coautoria de Valdir Perazzo)
- Ad immortalitatem (1999)
- Dois poema dramáticos para vozes e violinos (2001)
- Atenas brasileira a cultura maranhense na civilização nacional (2001)
- Crítica da razão legal (2004)
- Jusfilosofia de Deus (2005)
- Champagne para Nirciene (2005)
- Francisco de Sales Gaudêncio: valor e reconhecimento (2010)
- Saber direito: tratado de filosofia jurídico (2011)
- Bacharel, bacharéis: Graça Aranha, discípulo de Tobias e companheiro de Nabuco (2013)
- Brasil essencial: para conhecer o país em 5 minutos (2015)
- Sonetário do Quixote Vencedor (2015)
- Teoria da justiça no Antigo Testamento (2015)
- Antônio Houaiss a enciclopédia brasileira faz 100 anos (2015)
- José Américo, o Jurista: ensaio e antologia (2016)
- A política externa independente: contribuição à história critica da diplomacia nacional (2016)
- Romeu e Julieta no Brasil (2018)
- Gonçalves Dias e Ferreira Gullar: destinos da poesia brasileira (2019)
- Saber Direito: Tratado de Filosofia Jurídica (2020)
- José Américo, o Escritor Modernista (2021)
- Duas vezes Gonçalves Dias: sempre (2021)
- Direito e Política: presença do Maranhão no itinerário da sociedade brasileira (2021)
- Poemário do Cristo Vencedor e outros cânticos dos cânticos (2021)